# Podnoszenie ciężarów na Letnich Igrzyskach Olimpijskich Młodzieży 2010 – kategoria poniżej 53 kilogramów dziewcząt
Zawody dziewcząt w kategorii poniżej 53 kilogramów w podnoszeniu ciężarów na Letnich Igrzyskach Olimpijskich Młodzieży 2010 odbyły się 16 sierpnia w Toa Payoh Sports Hall w Singapurze.

## Wyniki
| Rk | Zawodniczka           | Grupa | Waga ciała | Rwanie (kg) | Rwanie (kg) | Rwanie (kg) | Rwanie (kg) | Podnoszenie (kg) | Podnoszenie (kg) | Podnoszenie (kg) | Podnoszenie (kg) | Razem (kg) |
| Rk | Zawodniczka           | Grupa | Waga ciała | 1           | 2           | 3           | Res         | 1                | 2                | 3                | Res              | Razem (kg) |
| -- | --------------------- | ----- | ---------- | ----------- | ----------- | ----------- | ----------- | ---------------- | ---------------- | ---------------- | ---------------- | ---------- |
|    | Bojanka Kostowa       | A     | 52.73      | 78          | 82          | 85          | 85          | 98               | 98               | 107              | 107              | 192        |
|    | Kuo Hsing-chun        | A     | 52.91      | 72          | 75          | 77          | 77          | 90               | 95               | 97               | 97               | 174        |
|    | Dewi Safitri          | A     | 51.32      | 70          | 71          | 76          | 71          | 95               | 100              | 103              | 100              | 171        |
| 4  | Yineisi Reyes Marínez | A     | 52.26      | 80          | 80          | 85          | 80          | 80               | 86               | 86               | 86               | 166        |
| 5  | Diana Cadena          | A     | 52.51      | 68          | 68          | 71          | 71          | 87               | 90               | 90               | 90               | 161        |
| 6  | Damla Aydın           | A     | 52.25      | 67          | 70          | 72          | 67          | 80               | 80               | 85               | 80               | 147        |
| 7  | Oumaima Majri         | A     | 52.46      | 58          | 62          | 65          | 62          | 73               | 78               | 80               | 78               | 140        |
| 8  | Lomina Tibon          | A     | 52.26      | 25          | 30          | 30          | 30          | 35               | 45               | 45               | 35               | 65         |